# علي حسين شهاب
علي حسين شهاب (5 مايو 1961 - 26 أكتوبر 2016) هو لاعب المنتخب الوطني العراقي السابق بكرة القدم المعروف بلمسته البرازيلية الرشيقة، من خلال مشاركاته الدولية الرسمية والودية مع المنتخب العراقي في حقبة الثمانينات الذهبية التي كان أحد ابرز عناصرها، ولد في عام 1961م، وفي عام 1981م مثل المنتخب الوطني العراقي الأول للمرة الأولى، لتستمر مسيرته معه حتى بداية عام 1989م، الذي كان فيه ختام رحلته الدولية بالاعتزال غير المعلن كأغلب أبناء جيله.

## مسيرته الدولية
بدا علي حسين شهاب مسيرته الدولية في صيف عام 1981 عندما استدعاه شيخ المدربين العراقيين عمو بابا لتشكيلة المنتخب الوطني كاحد العناصر الشابة ضمن حملة التجديد الشاملة التي انتهجها اثر الخروج المحزن للعراق من تصفيات كاس العالم على يد الكادر التدريبي السابق بقيادة اليوغسلافي فويا! حيث لعب علي حسين مباراته الأولى مع منتخب العراق ضمن اللقاء الودي الذي جمع العراق بمنتخب غينيا في بغداد في 22 آب 1981 والذي احرز فيه أول اهدافه مع المنتخب، ليصبح بعد ذلك رقما دائميا في مفكرة كل المدربين الذين قادوا المنتخب خلال عقد الثمانين نظرا لثبات مستواه واجادته اللعب في مركز الجناح الايسر أفضل من أي لاعب اخر في تلك الحقبة ! فرغم رحيل المدرب عموبابا بعد دورة الألعاب الأولمبية في لوس انجلوس عام 1984، الا انه بقي ضمن مفكرة المدربين الذين تلوه امثال اكرم سلمان وواثق ناجي وجمال صالح والمدربين البرازيليين جورج فييرا وإيدو وايفارستو! في السنوات الأخيرة من عقد الثمانينات، أخذ علي حسين يعيش حالة من المفاضلة بينه وبين الوجه الصاعد في جهة اليسار سعد قيس الذي أخذ يتناوب معه على شغل هذا المركز في المنتخب، لتكون مباراة العراق وقطر في بغداد بتاريخ 10 شباط 1989 ضمن تصفيات كاس العالم اخر تواجد دولي للاعب لم تختلف الجماهير العراقية على حبه وتقديره... لعب للمنتخب العراقي حوالي (70) مباراة احرز خلالها (12) هدفا

## مسيرته مع الاندية
يعد علي حسين شهاب أحد لاعبي الجيل القديم الذين عرفوا باخلاصهم المتناهي للاندية التي مثلوها... والتي جعلت أسماء عدد من اللاعبين خالدة ومقترنة باسم ناد واحد من الاندية... فاقترن اسمه باسم فريق نادي الطلبة.. كاقتران فلاح حسن وعلي كاظم وثامر يوسف بالزوراء.. ورعد حمودي بالشرطة..وناظم شاكر بالطيران ! مثل علي حسين فريق الطلبة العراقي في البطولات الدولية والمحلية طوال 18 عاما... لينال موقعا متميزا في نفوس جماهير الانيق لا يدانيه فيها الا لاعب القرن العراقي حسين سعيد !
رحلته مع الطلبة الانيق بدات في عام 1977.. أيام كان الفريق يعرف باسم الجامعة...والذي تم تغيير اسمه إلى الطلبة في نهاية ذلك العام... لتبدا بعد ذلك المسيرة الطلابية له والتي استمرت لثمانية عشر عاما... شارك فيها زملائه في صناعة تاريخ هذا النادي المتاسس في عام 1969 ! حيث ساهم في احراز لقب بطولة الدوري العراقي للطلبة في ثلاثة مواسم خلال عقد الثمانينات.. وموسم رابع هو موسم 92-93 ليكون اللاعب الطلابي الوحيد الذي تواجد في تلك المواسم الذهبية الاربعة.... غير انه لم يتمكن من تحقيق حلمه وحلم جماهير الفريق في احراز لقب كاس العراق خلال عقدي الثمانينات والتسعينات رغم الوصول إلى المباراة النهائية لاكثر من مرة ! شارك علي حسين فريقه الطلبة في أغلب المشاركات الخارجية.. كبطولة مرديكا 1984 وبطولة جامعات العالم عام 1979 إضافة إلى بطولة الاندية الآسيوية التي اعيد احياؤها عام 1986 والتي احرز فيها الطلبة المركز الرابع ! ليسجل تواجده الأخير مع الفريق الطلابي في موسم 94-95... منهيا مسيرة حافلة لن تنسى !
بعد ذلك غادر الغزال الاسمر علي حسين العراق ليحترف في صفوف فريق اهلي طرابلس الليبي في تجربة لم تستمر طويلا.. ليعود إلى العراق بعد ذلك ويمثل فريق نادي بروسك أحد اندية محافظة اربيل ضمن منافسات دوري الدرجة الثانية (المستوى الثالث).. ورغم كونه على اعتاب بلوغ الاربعين.. الا انه استطاع قيادة الفريق البروسكي إلى مصاف اندية الدرجة الأولى لأول مرة عام 1999.. بعد أن سجل له هدف الفوز الذهبي في المباراة الفاصلة.. لتبدا بعد ذلك سجالات بينه وبين إدارة نادي الطلبة الذي لم تنقطع صلته به طيلة تلك السنوات... من اجل عودته لتمثيل الفريق الانيق من جديد... وهو الامر الذي لم يلق تحمسا كبيرا من إدارة النادي... ليكون ذلك الرفض ايذانا باسدال الستار على مسيرته مع الكرة نهائيا

## علي حسين والإصابة
في التاسع عشر من شهر يناير كانون الثاني 1990... وأثناء مباراة لفريقي الطلبة والزوراء ضمن مباريات الاسبوع الخامس من المرحلة الثانية للدوري موسم 89-90.. واثر احتكاك غير متعمد مع لاعب الزوراء محمد حسين ذياب... تعرض علي حسين إلى اصابة بليغة في راسه نقل على اثرها إلى مستشفى الجملة العصبية في بغداد فاقدا للوعي... ليتبين اصابته بشرخ في الجمجمة... ولتمتلئ ممرات المستشفى بالعشرات من محبي وجماهير الغزال الاسمر التي ما انقطعت عن السؤال عنه وعن صحته خلال تلك الازمة التي ظن الغالبية انها ستكون السبب في نهاية حياته الكروية كلاعب... ولكن الاسابيع سرعان ما مرت ليجد الغزال الاسمر نفسه وهو يداعب معشوقته المدورة من جديد.. ليعود إلى صفوف الفريق الطلابي ويمثله في خمسة مواسم أخرى... في دليل جلي على قوة عزيمة الإنسان في تجاوز الصعاب التي تواجه طريقه

## البطولات الكروية
شارك علي حسين المنتخب الوطني في أغلب المسابقات الكروية خلال الفترة بين عامي (1981-1989)... غير ان المشاركة الابرز تبقى في التواجد العراقي الوحيد في مونديال المكسيك 1986.. حيث اسهم علي حسين وبشكل فاعل في الرحلة الطويلة التي شهدتها ملاعب الكويت وقطر والإمارات والسعودية وسوريا والأردن والهند.. ليكون واحدا من ثلاثة لاعبين فقط لعبوا كل مباريات التصفيات والنهائيات المونديالية ال (13) جميعا دون أن يغيب دقيقة واحدة... مع زميليه أحمد راضي وخليل محمد علاوي... كذلك شارك مع المنتخب في تصفيات كاس العالم 1990.. والتي خرج فيها العراق من الدور الأول... ! على صعيد التصفيات والدورات الأولمبية... سجل علي المشاركة في اولمبياد لوس انجلس 1984.. وسجل هدفا عراقيا ثمينا على منتخب يوغسلافيا الأولمبي.. كما لعب دورا بارزا في تصفيات اولمبياد سيؤول 1988 خصوصا في الدور الحاسم... بعد أن اسهم نزوله وهدفه في مباراة العراق وقطر في الدوحة في تعديل مسار المنتخب العراقي وتوجيهه الوجهة الصحيحة باتجاه الأولمبياد... غير ان اسمه لم يدرج في التشكيلة المتوجهة إلى سيؤول والمحددة ب (20) لاعبا فقط.. بعد أن فضل شيخ المدربين الوجه الصاعد سعد قيس عليه... إذ لكل زمان دولة ورجال !
ومن البطولات الأخرى التي شارك فيها علي حسين بطولة كاس الخليج العربي خلال الدورات: السادسة في أبوظبي 1982 والسابعة في مسقط 1984 والتاسعة في الرياض 1988....كما اشترك في بطولات نظمتها دول آسيوية كبطولة مرديكا 1981 وكاس الرئيس الكوري الجنوبي 1985 ! إضافة إلى دورة الألعاب الآسيوية في نيودلهي 1982 والتي احرز العراق ذهبيتها... وفي سيؤول 1986 والتي خرج منها العراق في دور الثمانية !

## علي حسين والسيارة الرئاسية
في صيف عام 1981، شارك المنتخب الوطني تحت قيادة المدرب عمو بابا في بطولة مرديكا الدولية في ماليزيا، وقد تخلف عن مرافقة الوفد اللاعب علي حسين شهاب بسبب انشغاله في أداء امتحانات الدور الثاني للدراسة الاعدادية، وبعد أن خاض منتخب العراق مباراته الأولى مع فريق ساباولو البرازيلي وخسرها بنتيجة 1-2، أعلن المدرب عن حاجته إلى خدمات الغزال الاسمر ابن ال 20 عاما، وهكذا وبلمح البصر تمت اجراءات السفر، ليتفاجا علي حسين وعقب الامتحان مباشرة بسيارة رئاسية نقلته من باب الصف في مدرسته مباشرة إلى المطار حيث التحق بزملائه في المنتخب ليحققوا الانتصار تلو الانتصار ويقابلوا من جديد فريق ساباولو في نهائي البطولة ويتغلبوا عليه بهدف وحيد حمل توقيع فلاح حسن لينالوا كاس بطولة الاستقلال (مرديكا) لأول مرة في تاريخ البطولة !

## اسم (علي حسين) والمنتخب الوطني
يعد اسم (علي حسين) من الأسماء الشائعة في العراق...حيث يتلازم الاسمان معا كما يتلازم اسما (غازي وفيصل) و (محمد وجاسم)... ! وقد مثل عدة لاعبين باسم علي حسين المنتخب الوطني العراقي... الأول هو علي حسين محمود المهاجم المعروف وهداف الدوري العراقي مرتين..والذي مثل المنتخب خلال السبعينات... ثم علي حسين شهاب النجم الذي مثل المنتخب في الثمانينات... وفي بداية التسعينات مثل المنتخب اللاعب علي حسين ياسين خلال الادوار الأولى لتصفيات كاس العالم 1993... وفي الالفية الجديدة تواجد الحارس علي حسين جليل ضمن صفوف المنتخب الوطني أكثر من مرة.. وأخيرا يتواجد حاليا مع المنتخب المدافع المعروف علي حسين رحيمه (علي رحيمه)الذي كان ضمن العناصر التي توجت بلقب بطولة امم آسيا الأخيرة في 2007
و قد لعب مع منتخب العراق لكرة القدم.

## كأس الخليج

### كأس الخليج 1988
و قد سجل هدف في مرمى منتخب عمان لكرة القدم.

## وفاته
توفي علي حسين شهاب بعد معاناة مع المرض، حيث كان يخضع للعلاج في محافظة السليمانية، ولقد توفي بعد عودته إلى بغداد فجر يوم الأربعاء 26 تشرين الأول/أكتوبر 2016.

## روابط خارجية
- علي حسين شهاب على موقع الاتحاد الدولي (مؤرشف)  (الإنجليزية)
- علي حسين شهاب على موقع قاعدة بيانات كرة القدم.إي يو (الإنجليزية)
- علي حسين شهاب على موقع ناشيونال فوتبول تيمز (الإنجليزية)
- علي حسين شهاب على موقع Soccerway.com (الإنجليزية)
- علي حسين شهاب على موقع عالم كرة القدم.نت (الإنجليزية)
- علي حسين شهاب على موقع أوليمبيديا (الإنجليزية)